# (18027) Gokcay
(18027) Gokcay (1999 KL14) – planetoida z pasa głównego asteroid okrążająca Słońce w ciągu 3,39 lat w średniej odległości 2,25 j.a. Odkryta 18 maja 1999 roku.